# John W. Foster
John Watson Foster (Petersburg, 2 de março de 1836 – Washington, D.C., 15 de novembro de 1917) foi um diplomata, oficial militar, advogado e jornalista norte-americano, que serviu como Secretário de Estado dos Estados Unidos de 1892 a 1893 sob Benjamin Harrison.

## Biografia
Foster nasceu no dia 2 de março de 1836 em Petersburg, Indiana, crescendo em Evansville. Seus pais eram Matthew Watson, um fazendeiro, e Eleanor Johnson. Ele primeiro foi um advogado e depois serviu na Guerra de Secessão pelo Exército da União, chegando a patente de coronel. Depois da guerra ele trabalhou como jornalista, editando o Evansville Daily Journal de 1865 a 1869. Foster então serviu como embaixador no México (1873–1880), na Rússia (1880–1881) e na Espanha (1883–1885).
Durante a presidência de Benjamin Harrison, Foster atuou como "resolvedor de problemas" até tornar-se Secretário de Estado, substituindo James G. Blaine que saiu do cargo por motivos de saúde. Foster foi secretário de 29 de junho de 1892 até 23 de fevereiro de 1893. Ele mais tarde ajudou a Dinastia Qing a rascunhar o Tratado de Shimonoseki de 1895, no papel de consultor legal e comissário.
Dentre seus netos está John Foster Dulles, que também foi Secretário de Estado. Seu genro, Robert Lansing, também serviu no mesmo cargo. Foster também é tataravô do teólogo católico cardeal Avery Robert Dulles.